# Back Beach (plaża nad Sand Cove)
Back Beach – plaża (beach) w kanadyjskiej prowincji Nowa Szkocja, w hrabstwie Halifax, nad zatoką Sand Cove (44°38′31″N, 63°55′39″W); nazwa urzędowo zatwierdzona 20 października 1975.